# Pimpla tuberculata
Pimpla tuberculata là một loài tò vò trong họ Ichneumonidae.